# Jean-Claude Albert-Weil
Jean-Claude Albert-Weil (n. 31 mai 1933, Béziers, communauté d'agglomération Béziers Méditerranée⁠(d), Franța – d. 7 aprilie 2019, Paris, Franța) a fost un scriitor francez de literatură științifico-fantastică.

## Biografie
Jean-Claude Albert-Weil a fost nepotul profesorului Ernest Albert-Weil, un pionier al radiologiei, și fiul lui Jean Albert-Weil, medic șef la Spitalul Central al Penitenciarului din Fresnes.
După ce a studiat la Lycée Pasteur din Neuilly-sur-Seine și a obținut o diplomă în filozofie la Sorbona, a predat limba franceză în Algeria (1970-1971).
S-a alăturat France 3, din 1971 până în 1975. Apoi a fost consilier artistic în departamentul de achiziții de filme și programe pentru TF1, înainte de a reveni din 1987 până în 1992 la FR3 pentru a ocupa aceeași funcție.
De-a lungul acestor ani, a produs aproximativ zece programe de jazz pentru televiziune și a scris versurile pentru anumite seriale muzicale de televiziune. Astfel, este autorul versurilor pentru Starsky & Hutch.
În 1999, pentru a se opune Războaielor Iugoslave, a semnat petiția „Europenii vor pace”, inițiată de colectivul „Nu războiului” (Non à la guerre).

## Operă de artă
Alături de cariera sa profesională, duce o viață ca muzician de jazz (chitară, banjo), în stil New Orleans și compune multe cântece. Membru al orchestrei „Les Barbecues” (Grand Prix du „Jazz-Club de France” în 1966), a publicat un roman în 1965, Jazzmosphere (edituira Christian Luçon), care urmărește boema muzicală a postbelicului său într-un fundalul existențialismului.
A înființat în 1963, împreună cu bateristul Gilles Nicolas, Gill's Club, un club de jazz în Marais, pe care l-a condus până în 1973. Acest lucru i-a adus o medalie Ville de Paris, pentru acțiunea culturală din cartierul său. De asemenea, este co-fondator al „Peintres du Marais”.
În anii 1990, Albert-Weil a scris o vastă trilogie romantică: L'Altermonde.
Cele trei volume ale sale sunt:
- Europia (publicată inițial sub titlul Are the birds, a primit Grand Prix du Roman al Société des Gens de Lettres în 1997);
- Franchoupia (listă scurtă pentru Renaudot în 2000);
- Siberia.

Autorul a ales forma ucroniei, cu alte cuvinte un amestec de science-fiction și utopie, la gel ca în Omul din castelul înalt de Philip K. Dick și Visul de fier de Norman Spinrad. În această istorie alternativă, Hitler a câștigat războiul, dar, în urma mai multor valuri de „dehitlerizare”, Germania a fost denazificată... Treptat se instaurează o nouă lume: Marele Imperiu care a reunit, dincolo de Urali, Europa și Siberia. O lume fără consumerism, fără nebunia producției, fără suprapopulare, străbătută dintr-o parte în alta de un drum gigantic de 1-2 kilometri lățime, de la Gibraltar la Vladivostok...
Unii critici sunt de acord că Albert-Weil este un fenomen în literatura contemporană prin respirația, strălucirea și vehemența stilului său. 